# Corsia di marcia

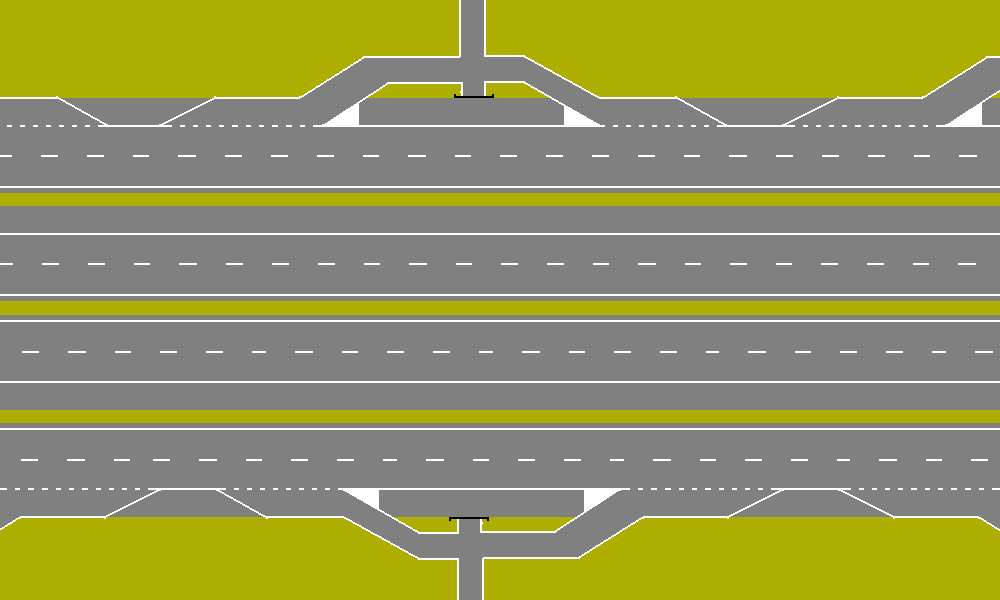
Rappresentazione schematica delle corsie di marcia di un'autostrada

La corsia di marcia è una parte della carreggiata o della strada (e in particolare delle superstrade e delle autostrade) dimensionata in modo tale da consentire lo scorrimento di una fila di veicoli in viaggio.

## Nei vari Paesi

### Italia
L'art. 3 del codice della strada la definisce: corsia facente parte della carreggiata, normalmente delimitata da segnaletica orizzontale.
È generalmente progettata e realizzata con dimensioni in larghezza atte a garantire il transito anche dei veicoli pesanti (ad eccezione dei trasporti eccezionali) senza interferire con il flusso di traffico delle corsie contigue.
Per il Codice della Strada la larghezza di una corsia di marcia è, a seconda del tipo di strada, compresa tra i 3,75 m delle autostrade e i 2,50 m degli attestamenti delle intersezioni di strade locali urbane. ll decreto ministeriale 5 novembre 2001, concernente "Norme funzionali e geometriche per la costruzione delle strade" prevede una larghezza minima della corsia di marcia delle strade di nuova costruzione di 3,50 m.
È buona norma di comportamento, ed è espressamente prescritto dal codice della strada italiano, utilizzare il senso di marcia e di conseguenza la corsia più prossima al lato destro della carreggiata.
Gli automobilisti che intendono spostarsi da una corsia di marcia a un'altra, per effettuare manovre di sorpasso, devono segnalare per tempo la loro intenzione usando le apposite segnalazioni luminose (frecce). La mancata osservanza di questa elementare norma di sicurezza costituisce un grave pericolo per sé stessi e per gli altri utenti.